# Estrela do Sul (Minas Gerais)
Estrela do Sul é um município brasileiro do interior do estado de Minas Gerais, localizado na Região Geográfica Imediata de Monte Carmelo, a 520 km de Belo Horizonte. Sua população recenseada em 2022 era de 6 840 habitantes.

## História
Estrela do Sul, antigo distrito criado em 1854 com a denominação de Diamantino da Bagagem e subordinado ao município de Patrocínio, tornou-se vila com a denominação de Bagagem, pela Lei Provincial nº 777 de 30 de maio de 1856 e recebeu status de cidade em 1861. A partir de 1901 recebeu a sua denominação atual em homenagem ao diamante Estrela do Sul encontrado nessa região.

## Geografia
O município integra o circuito turístico do Triângulo Mineiro.